# Воркутинская ТЭЦ-2
Воркутинская ТЭЦ-2 — предприятие энергетики в г. Воркута Республики Коми, входящее в ПАО «Т Плюс».

## История и Деятельность
Решение о строительстве Воркутинской ТЭЦ-2 было принято в 1948 году. Работы по освоению территории застройки, строительству собственной базы, временных зданий и сооружений начались в 1951 году. На то время это было самое крупное промышленное здание в Коми АССР высотой 42 метра. Для работы станции было возведено водохранилище на реке Воркута с железобетонной плотиной длиной 125 метров и высотой около 9 метров. В теле плотины устроили гидроэлектростанцию с двумя агрегатами, призванную обслуживать ТЭЦ и насосную станцию.
Первые агрегаты были введены в эксплуатацию в четвертом квартале 1955 года. В январе 1956 года станция выработала первые киловатт-часы. Строительство первой очереди ТЭЦ завершилось в 1957 году.
Затем были еще две очереди. Окончательно строительство закончилось в 1992 году. В настоящее время Воркутинская ТЭЦ-2 — мощное энергетическое предприятие, работающее на местных углях, полностью обеспечивающее нужды города и его промышленных предприятий электроэнергией, теплом и горячей водой.
С лета 2021 года произведен переход на природный газ, как основной источник топлива. Продолжается модернизация котлоагрегатов для использования на новом топливе.

## Адрес
169926, Республика Коми, г. Воркута, пос. Северный.